# Rudolf Hammel

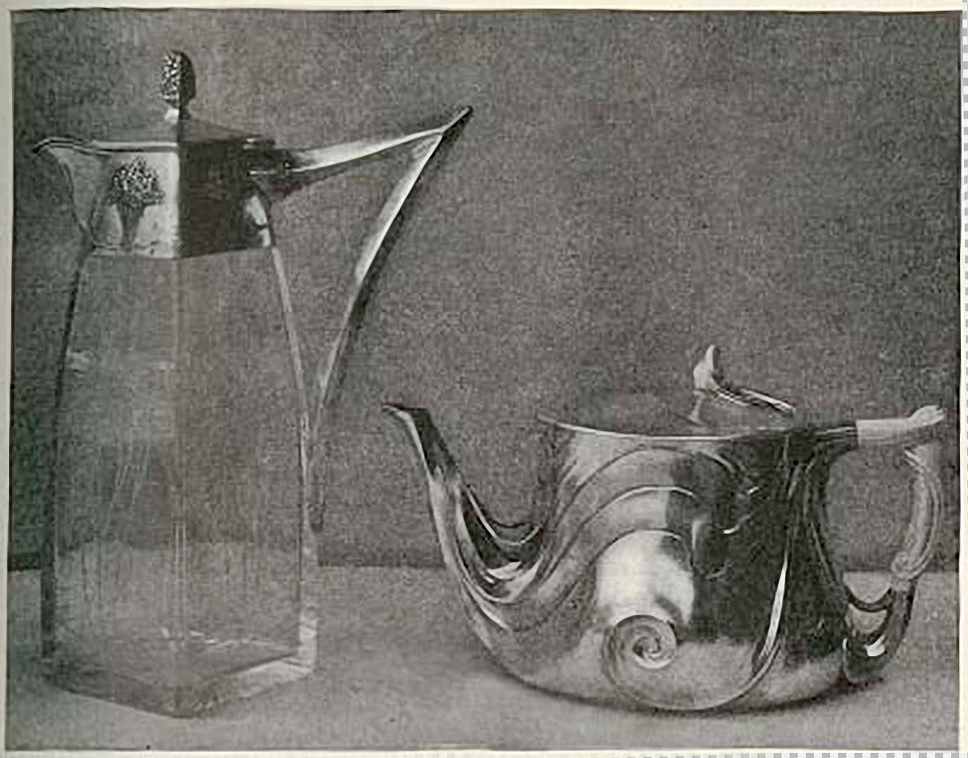
Weinkaraffe aus Glas und Silber mit Teekanne aus Silber

Rudolf Hammel (* 11. April 1862 in Wien; † 22. Februar 1937 ebenda) war ein österreichischer Architekt und Kunsthandwerker.

## Leben und Werk
Rudolf Hammel besuchte die Akademie der Bildenden Künste in Wien. Nach Studienreisen durch Italien, Frankreich und Deutschland ließ er sich in seiner Heimatstadt Wien nieder.
1899 wurde er Leiter des Artistischen Büros im Österreichischen Museum für Kunst und Industrie und 1908 Direktor der K. K. Fachschule für Textilindustrie in Wien. Von 1917 bis 1920 wirkte er als Inspektor für Öffentliche Arbeiten. Rudolf Hammel arbeitete vorwiegend als Innenarchitekt (u. a. für das Schlachthaus Meidling). Er nahm an der Sezessionsbewegung teil. In seiner Arbeit vollzog er die Entwicklung vom Jugendstil zum Funktionalismus.
1920 trat Rudolf Hammel als Hofrat in den Ruhestand.